# ستاد تولوزيان
ستاد تولوزيان هو نادي اتحاد رغبي فرنسي من تولوز يلعب في دوري توب 14.فاز الفريق ب 6 ألقاب في كأس أبطال الرغبي الأوروبي.